# (2018) Schuster
(2018) Schuster – planetoida z pasa głównego asteroid okrążająca Słońce w ciągu 3 lat i 83 dni w średniej odległości 2,18 au. Została odkryta 17 października 1931 roku w Landessternwarte Heidelberg-Königstuhl w Heidelbergu przez Karla Reinmutha. Nazwa planetoidy pochodzi od Hansa-Emila Schustera (ur. 1934), niemieckiego astronoma. Przed nadaniem nazwy planetoida nosiła oznaczenie tymczasowe (2018) 1931 UC.